# Coto de caza Sunchubamba
Coto de caza Sunchubamba es un coto de caza cerrado que se encuentra en el departamento de Cajamarca y La Libertad.

## Descripción
Este coto de caza se extiende por 597,36 kilómetros cuadrados en la región de Cajamarca, provincia de Cajamarca y se estableció el 22 de abril de 1977 por la ley. El principal objetivo del Coto de caza Sunchumbamba es preservar la fauna salvaje.
- Árbol de la pimienta peruana (Schinus molle)
- Aliso mexicano (Alnus jorullensis)
- Chamana (Dodonaea viscosa

)
- Llaulli (Barnadesia dombeyana)
- Pasto kikuyo (Cenchrus clandestinus)
- Grevillea (Grevillea robusta)
- Árbol de pino (Pinaceae)
- Ciprés (Cupressus)

## Fauna
- Pecarí de collar (Pecari tajacu)

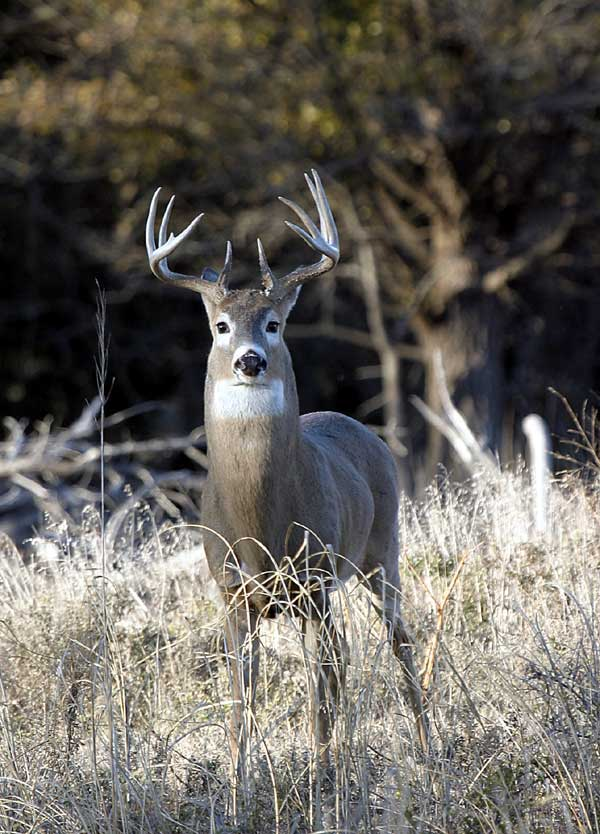

- Tinamo andino (Nothoprocta pentlandii)
- Palomita alinegra (Metriopelia melanoptera)
- Venado gris (Odocoileus virginianus)
- Zorro culpeo (Lycalopex culpaeus)
- Conejo salvaje (Sylvilagus brasiliensis)
- Conepatus (Conepatus)
- Zarigüeya (Didelphis)
- Vizcacha (Lagidium peruanum)
- Halcón aleto (Falco femoralis)